# Museo di storia della medicina
Il Museo di storia della medicina dell'Università La Sapienza di Roma, fondato da Adalberto Pazzini nel 1938, è situato in viale dell'Università a Roma e rientra tra i musei del Polo museale La Sapienza. Il museo conserva una ricca collezioni di oggetti, in gran parte originali, che permettono di ricostruire l'evoluzione del sapere e delle pratiche mediche dalla preistoria alla rivoluzione genomica.

## Storia

### Origini
Il museo inizialmente non aveva locali propri. I primi oggetti che Adalberto Pazzini andava radunando erano collocati in una stanza che comprendeva insieme direzione, biblioteca, studenti e schedari, al piano terra dell'Istituto di Igiene. Questo spazio era stato concesso dall'allora direttore dell'istituto stesso Prof. Dante De Blasi, che desiderava donare all'università un nuovo Istituto, che comprendesse biblioteca e museo. Grazie al continuo apporto di reperti da parte di Pazzini e di generose donazioni di singoli, nel 1938 furono concessi altri locali più ampi che occupavano anche una parte del seminterrato dell'Istituto di Igiene. L'Università concorse economicamente alla costruzione di nuovi scaffali che permisero di sistemare e presentare al pubblico le collezioni che via via andavano formandosi. Nonostante le più ampie concessioni di locali da parte di Vittorio Puntoni, succeduto a De Blasi nella direzione dell'Università, le condizioni divenivano sempre più precarie, tanto che, mentre vasti magazzini accoglievano materiale preziosissimo che di continuo veniva acquisito o donato al museo, il museo stesso stava diventando un vero magazzino di statue, quadri, oggetti, plastici, strumenti. Nel 1943 dovette affrontare i bombardamenti che colpirono la città universitaria. Nel 1945 i locali del museo, per la loro particolare collocazione nel seminterrato, furono trasformati in un rifugio antiaereo, le finestre furono murate e all'interno dei locali stessi vennero alzati tre grossi muri antischegge. Alla fine della guerra i danni furono riparati e la costante ricerca di Pazzini di nuovo materiale allargò e diede completezza alle collezioni del museo già presenti, permettendone la nascita di nuove. Il numero degli oggetti acquisiti era così tanto aumentato da colmare pienamente i locali sotterranei dell'Istituto di Igiene e impedire la fruibilità degli spazi. Già dalla fine degli anni trenta Pazzini si era adoperato per ottenere una nuova sede dotata di locali adeguati ad ospitare un Istituto con annessa biblioteca e museo. Nel 1949, avuta la notizia che il Ministero dei lavori pubblici aveva stanziato un fondo per la costruzione di edifici da destinarsi ad opere universitarie, Pazzini rivolse innumerevoli richieste affinché fra questi edifici rientrasse anche la costruzione di uno adatto per il museo “documentario”. Nel 1953 iniziarono i lavori e il 13 settembre 1954, dopo uno straordinaria opera di allestimento del museo e di sistemazione della biblioteca, venne inaugurata la nuova ed attuale sede dell'Istituto di Storia della Medicina. Alla morte di Pazzini, nel 1975, il museo entrò in un lento declino, tale da compromettere la conservazione e la fruizione delle collezioni. Interventi volti a riqualificare una struttura in gravi difficoltà avvennero solo verso la fine degli anni novanta, quando Luciana Rita Angeletti ne assunse la direzione, intervenendo con opere di restauro e di rivisitazione dell'allestimento. Ciò permise al museo di riguadagnare prestigio scientifico e di inserirsi in un contesto internazionale di ricerca, formazione e divulgazione sui temi salienti della storia della medicina, della biomedicina e dei rapporti tra scienze biomediche e società.

### Collezioni

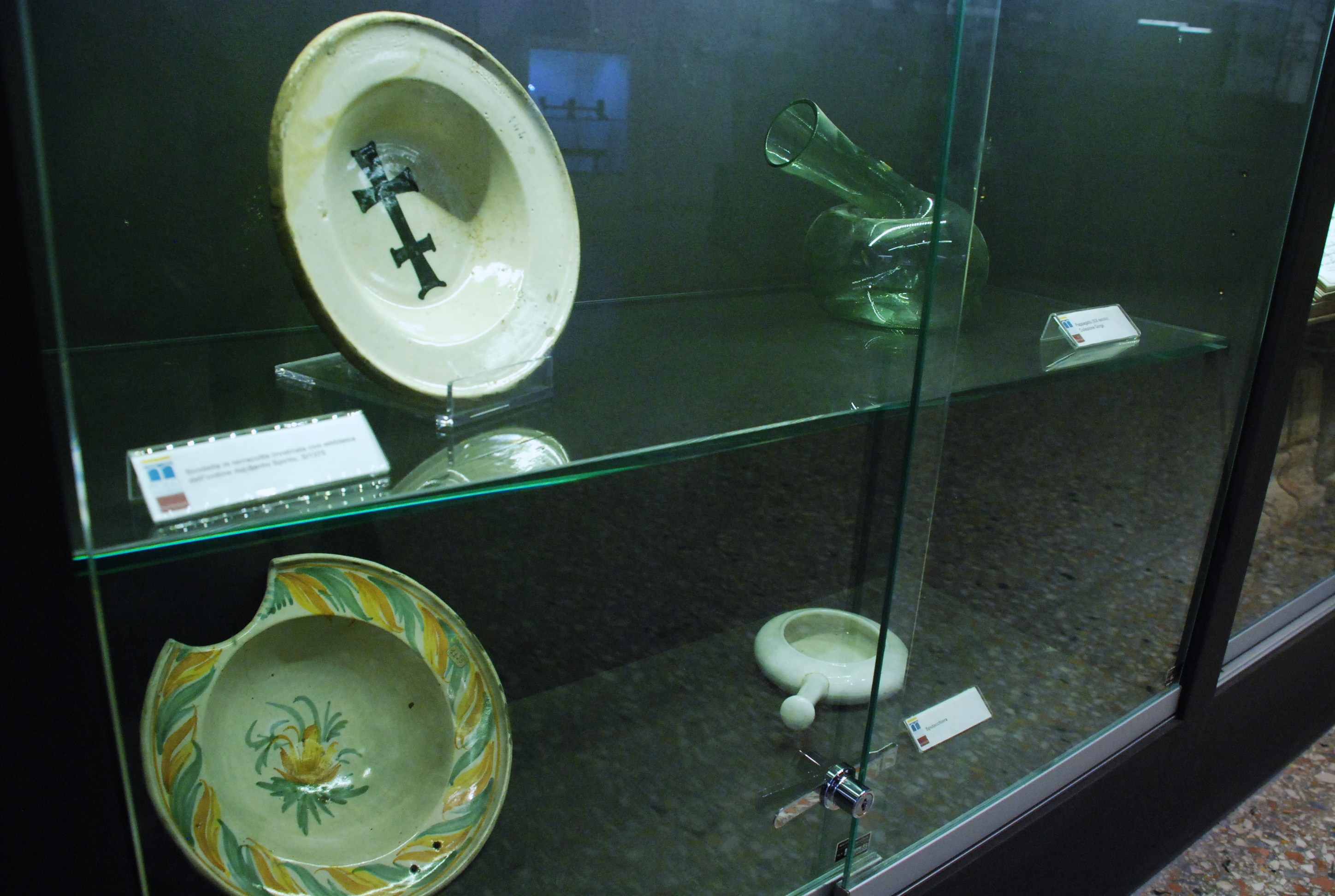
Collezione Gorga, piatto da barbiere per salasso

Il primo nucleo delle collezioni tuttora fruibili risale, in gran parte, al periodo della fondazione del museo, tra gli anni trenta del secolo scorso, quando i reperti furono stipati in due locali sotterranei dell'Istituto di Igiene, ed il 1954, anno dell'inaugurazione della sede definitiva, in Viale dell'Università 34/a. Si tratta di un nucleo originario composto da oggetti di vario genere concernenti la storia della medicina, arricchito, nel dopoguerra, da nuove acquisizioni: prima fra tutte, quella raccolta dal cantante lirico Evan Gorga (1865 – 1957), che ancor oggi costituisce il nucleo principale e più prezioso del museo. Si tratta di circa 8 000 reperti, le cui categorie di maggior rilievo sono costituite da oltre settecento vasi di farmacia, oggetti attinenti all'igiene personale e pubblica, vetrerie alchemiche (circa 600) e farmaceutiche, ferri chirurgici di diverse specialità, strumenti di odontoiatria ed ostetricia, amputanti, coltelli e tronchesi per le dissezioni anatomiche, alfonsini per l'estrazione dei proiettili delle armi da fuoco, microscopi dei secoli XVII-XIX,  ma anche oggetti di storia materiale: dipinti, mobili ed un'importante collezione di ex voto del periodo romano. Un successivo nucleo di reperti, costituente la collezione antico-egizia, si aggiunge alle collezioni di Pazzini e di Gorga nel 1951. Si tratta di un deposito donato dalla Soprintendenza alle Antichità di Torino, composto da alcuni oggetti funerari e relativi all'arte dell'imbalsamazione.

## Sezioni

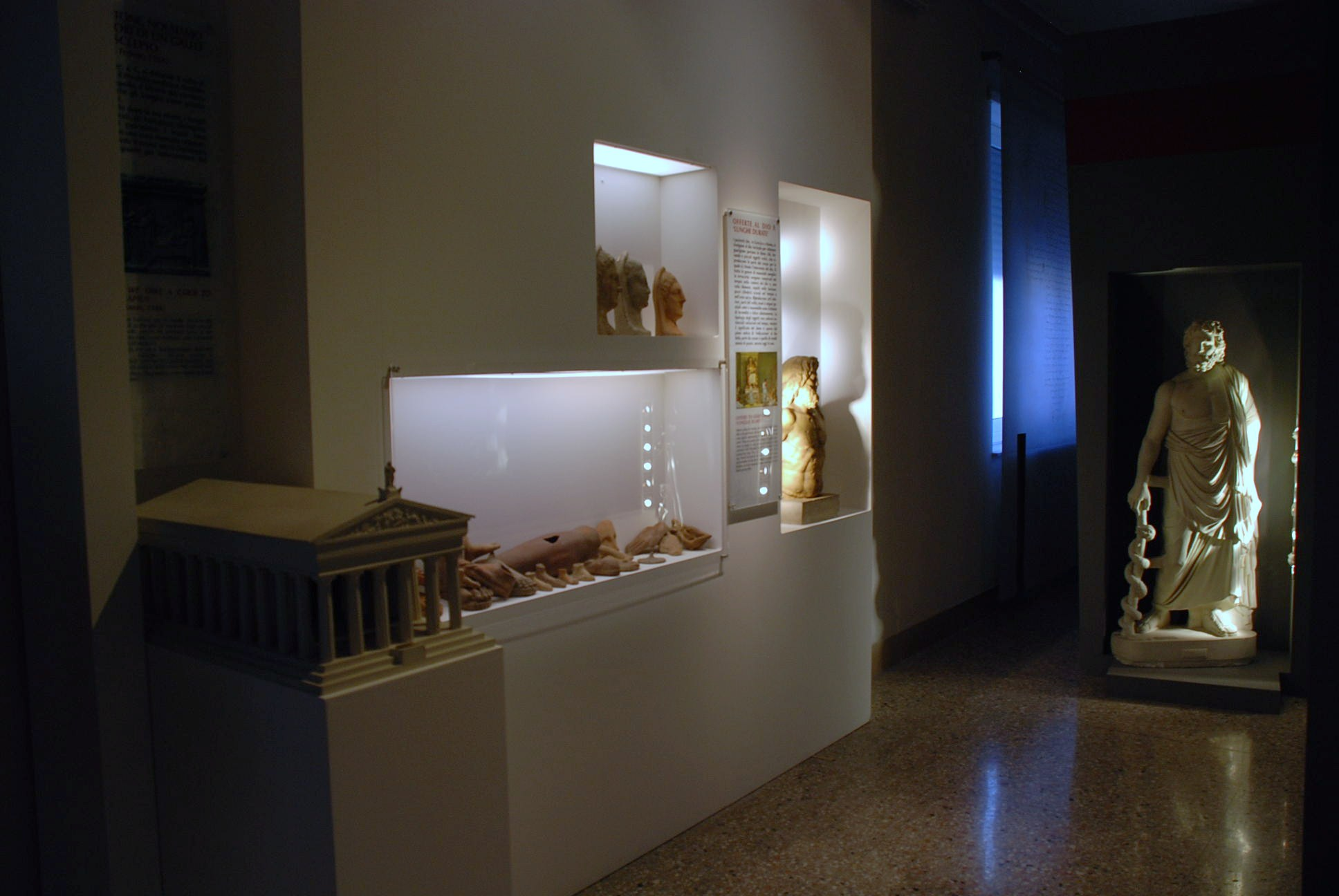
Il primo piano del museo: vista della sezione dedicata alla medicina teurgica in Grecia

Il percorso museale si articola su tre piani, mentre il piano terra accoglie la direzione, la biblioteca, la sala lettura, una grande aula per convegni e archivio. Il primo piano offre un percorso che dalla medicina arcaica, passando per la medicina egizia, greca, romana e araba, arriva fino alle prime scoperte nel campo dell'anatomia. Il secondo piano è completamente dedicato a mostrare come lo studio della medicina e dell'uomo sia cambiato negli ultimi due secoli, grazie ai progressi nel campo della chirurgia, della psichiatria, della genetica. Il seminterrato è una ricostruzione d'ambiente che permette al visitatore di calarsi nel mondo del passato, in una piazzetta medievale, in un laboratorio alchemico, in una spezieria del XVIII secolo, in ambienti strettamente legati al mondo medico.

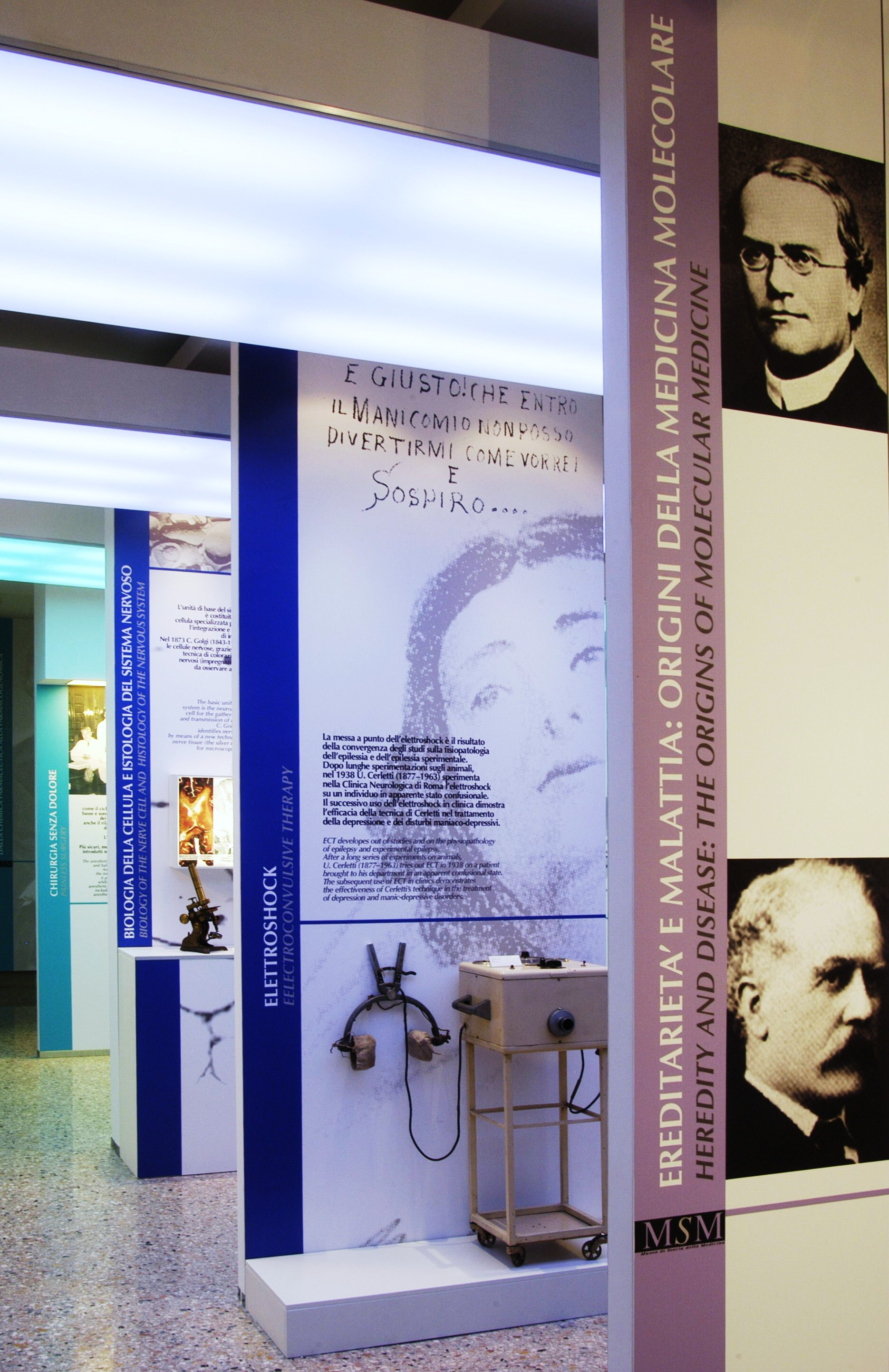
Allestimento del secondo piano del museo

### Paleopatologia
Nella sezione di paleopatologia, collocata all'entrata del primo piano, è possibile osservare, nel piano superiore della vetrina, due crani, usati per studiare e ricostruire la storia naturale di alcune malattie e tecniche terapeutiche. Il primo cranio, proveniente da un cimitero romano, è un esempio di quanto chiare ed evidenti possano essere le lesioni lasciate sulla teca cranica da una malattia infettiva, la sifilide. Il secondo, databile al II secolo d.C, proveniente da un'area rurale romana, appartiene ad un bambino a cui è stato praticato un intervento di trapanazione cranica.

### Medicina egizia
La medicina egizia è testimoniata da molti papiri che contengono sia tracce di una medicina di tipo magico, invocazioni, preghiere, pratiche e rituali di purificazione e sia formulazioni diagnostiche basate sulla registrazione del sintomo. La sezione è allestita con l'esposizione di reperti di corredo funebre usuale nell'antico Egitto: nelle vetrine sono conservati vasi per unguenti, contenitori per cibo e bevande, destinate ad alimentare il defunto nell'aldilà, statuine di servitori per accompagnarlo e riproduzioni delle divinità dell'oltretomba.

### Medicina etrusca
La medicina etrusca si basa sia su una componente divinatoria sia su un sapere pratico testimoniato da reperti rinvenuti nei corredi funerari. Resti umani hanno dimostrato l'abilità degli etruschi nell'odontoiatria: esperti nella lavorazione dei metalli, costruiscono protesi dentarie con denti animali ancorati con fili d'oro e d'argento. Nelle vetrine sono conservati inoltre contenitori per unguenti, rasoi e patere.

### Medicina greca

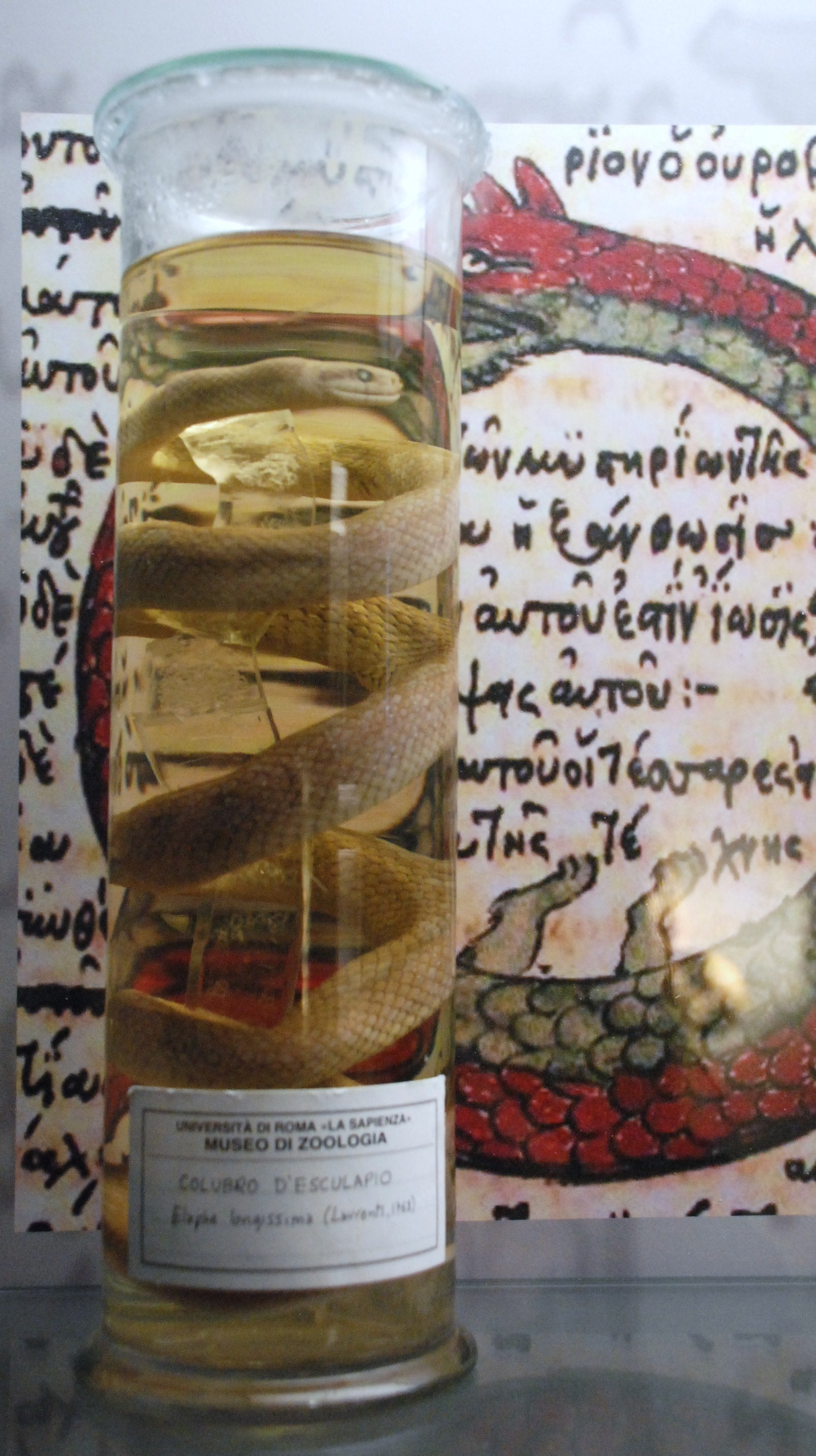
Colubro d'Esculapio

Un modello del tempio di Asclepio ad Epidauro introduce alla sezione dedicata alla medicina teurgica in Grecia. È mostrato il Colubro d'Esculapio, Dio della medicina molto venerato in Grecia e a Roma. La medicina ippocratica è un altro importante tassello della medicina greca ed è qui testimoniata dall'edizione cinquecentesca di alcune opere del Corpus Hippocraticum.

### Medicina romana

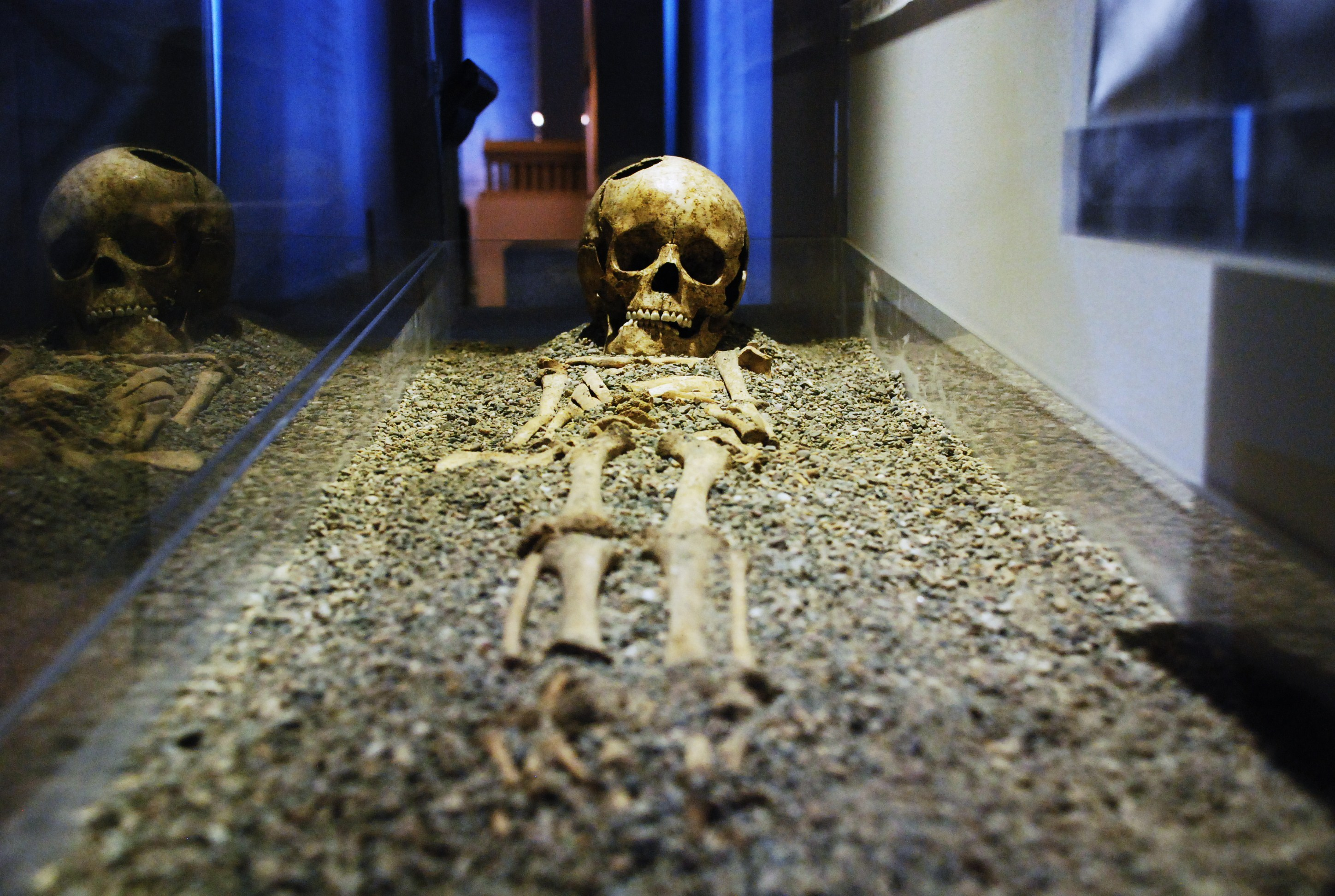
Bambino di Fidene, nella sezione di medicina romana

Nella sezione dedicata alla medicina romana sono esposti strumenti che illustrano l'affinamento delle tecniche chirurgiche in relazione allo sviluppo delle specialità mediche. Sicuramente importante è l'influsso della medicina greca, a partire dal culto di Asclepio fino alla medicina ippocratica. Negli ultimi anni, con il riadattamento del percorso museale, è stato inserito in questa sezione il Bambino di Fidene. Questo reperto, databile alla fine del I-II secolo, fu rinvenuto nel 1995, quando fu messo in luce a Fidene un sepolcreto di 29 tombe a fossa. Analisi dei reperti hanno permesso di risalire all'età del bambino, circa 5-6 anni. Inoltre l'analisi paleopatologica ha rivelato che il bambino fu sottoposto, prima della morte, ad un intervento di trapanazione cranica.

### Medicina araba
La fioritura della medicina araba risale al VII secolo. Il bimaristan, la cui pianta è raffigurata sulla tenda esposta nella sezione, è un esempio di struttura ospedaliera che si configura come la più antica istituzione dedicata alla cura e al trattamento della malattia e all'insegnamento strutturato della medicina. In vetrina alcune riproduzioni di strumenti chirurgici tratti da iconografie presenti nell'opera medica-chirurgica del medico Abu al-Qasim al-Zahrawi (latinizzato Albucasis).

### I progressi dell'anatomia
Il resto del primo piano mostra, tramite allestimenti e vetrine ricche di reperti e di riproduzioni di strumenti, l'evolversi delle conoscenze nel campo dell'anatomia e delle tecniche chirurgiche. Sintesi di tutte le conoscenze ortopediche del XVII secolo è l'Oplomoclion, una figura particolare, tratta dal Pentateucos Chirurgicum di Girolamo Fabrici d'Acquapendente del 1592, le cui membra e parti del corpo sono costituite da protesi. L'esposizione del primo piano si conclude con strumenti e oggetti relative alla terapia o necessari per la composizione e somministrazione di farmaci.

### Dalla dissezione alla scienza dell'uomo

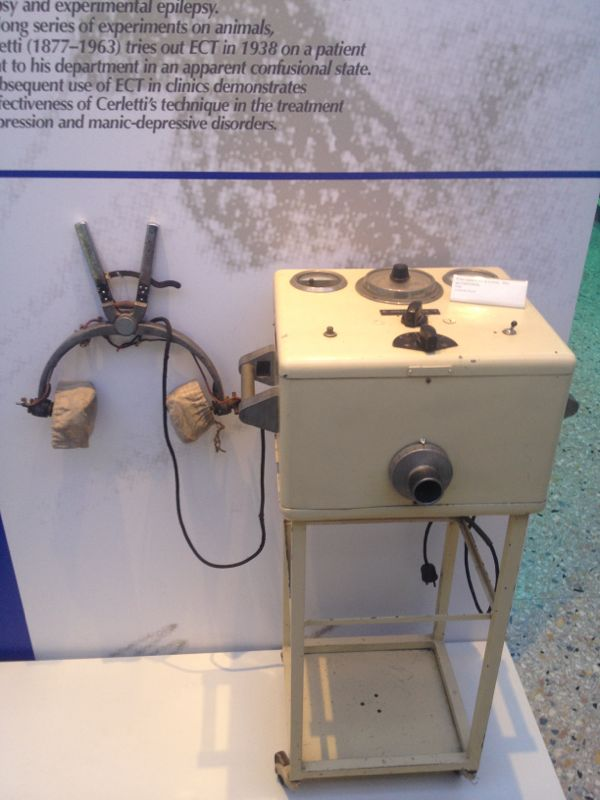
La Macchina per elettroshock di Ugo Cerletti, esposta nel museo. Nel 1938 Ugo Cerletti sperimentò per la prima volta l'elettroshock su un essere umano.

Il secondo piano si apre, alla fine delle scale, con due vetrine, una che illustra la pratica della medicina militare, l'altra che mostra la nascita dell'odontoiatria moderna. Questo piano illustra al visitatore gli sviluppi della medicina e della chirurgia fino ad arrivare alle tecniche moderne. In particolare offre un percorso attraverso i progressi dell'anatomo-chirurgia e della dissezione anatomica. Spazio è dedicato anche alla patologia cellulare, alla ginecologia, alla medicina clinica, all'evoluzione della farmacologia, alle neuroscienza, alla batteriologia e microbiologia, alla genetica ed eugenetica. Alcune vetrine contengono strumenti chirurgici ordinati seguendo un criterio che mostra l'evoluzione dello strumentario, come la vetrina dedicata all'evoluzione del bisturi; è possibile addirittura osservare valigette contenenti lo strumentario specifico per alcune operazioni, come quella dedicata agli strumenti necessari per l'amputazione di arti. Altre contengono riproduzioni di organi e del corpo umano, altre veri organi conservati, un cuore e un rene patologici, recanti lesioni macroscopiche e facilmente osservabili, e valvole cardiache. Vetrine ospitanti bottigliette e scatole, accompagnate da video e fotografie, ripercorrono la storia della farmacologia. 
Per la descrizione del neurone, del funzionamento del sistema nervoso e della sinapsi, vengono proposte immagini e video, come anche per la spiegazione del genoma e di alcune delle più importanti malattie, la cui causa risiede in mutazioni di alcuni geni, come per anemia falciforme. 
Una sezione è dedicata alla scoperta di metodi per placare il dolore, la preparazione dei primi anestetici fino ad arrivare all'anestesia per via endovenosa. 
Il piano è inoltre arricchito dalla presenza di un vecchio macchinario per l'elettroencefalogramma.

### Seminterrato

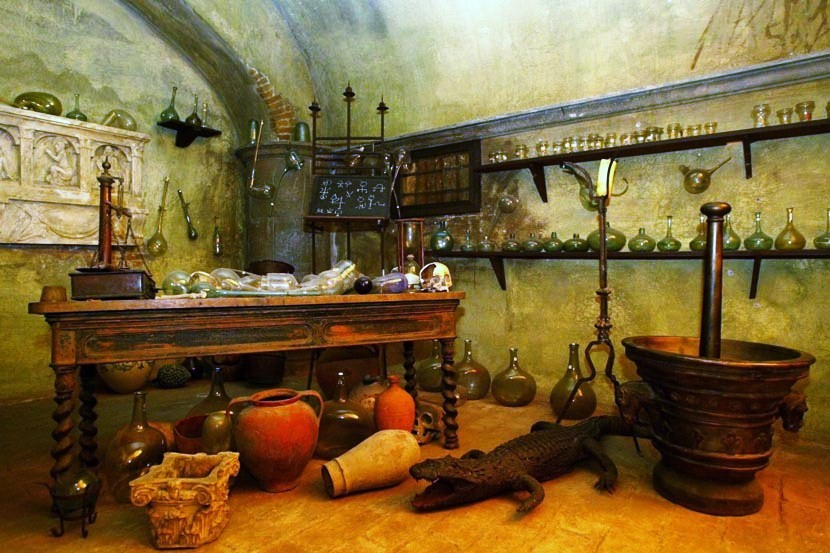
Un esempio di ricostruzione d'ambiente: il laboratorio dell'alchimista

Il seminterrato è quello meno rivisitato dal punto di vista dell'allestimento perché ancora vicino all'idea museologica di un tempo, che considerava la carica emotiva lo stimolo per il processo cognitivo. Diverse sono le ricostruzioni d'ambiente, da una piazza medievale con l'angolo dello speziale al laboratorio dell'alchimista. Quest'ultimo risale al XVI-XVII secolo  e al suo interno il fondatore Adalberto Pazzini dispose vetrerie relative all'alchimia, coccodrilli impagliati, rostri di pesce sega (Pristidae), il corno di unicorno ed i vari distillatori di metallo. Nella sala appositamente dedicata alla ricostruzione di una spezieria del XVIII secolo è conservata una collezione di scatole di legno, usate in passato per contenere i "semplici",  sostanze di natura animale, vegetale o minerale che costituivano la base delle preparazioni mediche.

## Biblioteca
La biblioteca presente all'interno del museo conserva quasi 40.000 volumi, compresi alcuni volumi antichi, consultabili tramite richiesta all'interno del museo stesso.